# Boy Don't Cry
Boy Don't Cry è un singolo della band tedesca Tokio Hotel, pubblicato il 20 ottobre 2017. È il terzo singolo estratto da Dream Machine.

## Tracce
1. Boy Don't Cry – 3:32
2. Boy Don't Cry - Tiefschwarz Remix – 6:47
3. Boy Don't Cry - Drangsal Edit – 3:42
4. Boy Don't Cry - Regi Remix – 3:28